# Bebearia ashantina
Bebearia ashantina är en fjärilsart som beskrevs av Dudgeon 1913. Bebearia ashantina ingår i släktet Bebearia och familjen praktfjärilar. Inga underarter finns listade i Catalogue of Life.